# Борисов, Александр Александрович (политик)
Александр Александрович Борисов (род. 17 августа 1974) — российский государственный и политический деятель. Депутат Государственной Думы Федерального собрания Российской Федерации VIII созыва, член комиссии Государственной Думы по вопросам депутатской этики с 12 октября 2021 года.
Руководитель Центрального исполнительного комитета партии «Единая Россия» (11 января 2018 — 17 ноября 2021).
Из-за поддержки российско-украинской войны — под санкциями 27 стран ЕС, Великобритании, США, Канады, Швейцарии, Австралии, Японии, Украины, Новой Зеландии.

## Биография
В 1997 году закончил РАГС (Северо-Западная академия государственной службы) по специальности «Государственное и муниципальное управление». Работал депутатом Псковского областного Собрания депутатов пятого созыва на непостоянной основе. 
С 2001 года является первым заместителем генерального директора ОАО «Механический завод».
В 2009 году был избран представителем от законодательного органа государственной власти Псковской области в Федеральном собрании. 
В апреле 2013 года был назначен заместителем председателя Комитета Совета Федерации по социальной политике.
5 октября 2016 года в ходе первой сессии Псковского областного Собрания депутатов шестого созыва вновь наделён полномочиями сенатора.
Является одним из авторов проекта Федерального закона "О внесении изменений в Федеральный закон «О развитии малого и среднего предпринимательства в Российской Федерации», внесенного в Государственную Думу 16 октября 2014 года.
Последовательно выступает за поддержку и развитие социального предпринимательства в России, в том числе через СМИ. Полагает, что «Социальное предпринимательство — точка роста экономики регионов». Является руководителем рабочей группы по совершенствованию законодательства РФ в области социального предпринимательства и предпринимательской деятельности в социальной сфере.
Выступая в декабре 2014 года на круглом столе, где принимали участие представители различных сфер поддержки социального предпринимательства, Борисов заявил о необходимости уравнять с предпринимателями некоммерческие организации, которые занимаются социальным предпринимательством.
В ноябре 2017 года сложил полномочия сенатора и был назначен временно исполняющим обязанности руководителя Центрального исполнительного комитета партии «Единая Россия», с 11 января 2018 года решением президиума генерального совета партии назначен руководителем ЦИК.
19 сентября 2021 года депутатом Государственной Думы Федерального собрания Российской Федерации VIII созыва.
7 октября 2021 года избран заместителем руководителя фракции «Единая Россия».
12 октября 2021 года включен в состав комиссии Государственной Думы по вопросам депутатской этики.

## Международные санкции
Из-за поддержки российской агрессии и нарушения территориальной целостности Украины во время российско-украинской войны находится под персональными международными санкциями разных стран.
23 февраля 2022 года внесён в санкционные списки стран Евросоюза за действия и политику, которые подрывают территориальную целостность, суверенитет и независимость Украины и ещё больше дестабилизируют Украину.
24 февраля 2022 года включён в санкционный список Канады «близких соратников режима» за голосование о признании независимости «так называемых республик в Донецке и Луганске».
24 марта 2022 года, на фоне вторжения России на Украину, включён в санкционный список США за «соучастие в войне Путина» и «поддержку усилий Кремля по вторжению в Украину», Госдеп США заявил что депутаты Госдумы используют свои полномочия для преследования инакомыслящих и политических оппонентов, нарушают свободу информации, ограничивают права человека и основные свободы граждан России.
По аналогичным основаниям, с 11 марта 2022 года находится под санкциями Великобритании. С 25 февраля 2022 года находится под санкциями Швейцарии. С 26 февраля 2022 года находится под санкциями Австралии. С 12 апреля 2022 года находится под санкциями Японии. Указом президента Украины Владимира Зеленского от 7 сентября 2022 находится под санкциями Украины. С 3 мая 2022 года находится под санкциями Новой Зеландии.